# Alexander Räuscher
Alexander Räuscher (* 6. November 1970 in Leipzig) ist ein deutscher Politiker (CDU). Seit dem 6. Juni 2021 ist er Abgeordneter im Landtag von Sachsen-Anhalt.

## Leben
Nach dem Schulabschluss an der Polytechnischen Oberschule Albert Schweitzer in Leipzig absolvierte Alexander Räuscher von 1987 bis 1989 in Colditz eine Facharbeiterausbildung im Bereich Feinkeramiktechnologie. Im August 1989 flüchtete er über Ungarn in die BRD. Nachdem Räuscher 1991 am Walddörfer-Gymnasium in Hamburg-Volksdorf das Abitur nachgeholt hatte, folgte eine Ausbildung zum Groß- und Außenhandelskaufmann. 1993 begann er an der Universität Leipzig ein Studium der Rechtswissenschaft und Betriebswirtschaftslehre, das er jedoch 1997 ohne Abschluss beendete. Von 1997 bis 2002 war Alexander Räuscher für die POLZUG GmbH in Hamburg tätig. Anschließend arbeitete er bei der Illies Graphik GmbH in Hamburg (2002–2004) und bei der National Rejectors, Inc. GmbH in Buxtehude (2004–2007) als Verkaufsleiter für Osteuropa, bevor er Teamleiter bei der Jacob Jürgensen GmbH & Co. KG in Hamburg wurde. Zwischen 2011 und 2022 betrieb Räuscher als geschäftsführender Gesellschafter die Antares Holz GmbH in Osterwieck.

## Partei und Politik
Räuscher trat 2011 in die CDU ein und ist seit 2019 Vorsitzender des CDU-Stadtverbands Osterwieck. Er gehörte ab Juli 2019 dem Stadtrat der Einheitsgemeinde Stadt Osterwieck an. Ferner gehört Räuscher der Verbandsversammlung des Trink- und Abwasserzweckverbands Vorharz (TAZV) an. Bei der Landtagswahl im Juni 2021 wurde er als Direktkandidat der CDU über den Wahlkreis 15 (Blankenburg) als Abgeordneter in den Landtag von Sachsen-Anhalt gewählt. Das Direktmandat gewann er mit 33,6 % der Erststimmen. In der CDU-Landtagsfraktion gehört Räuscher den Arbeitsgruppen Ernährung, Landwirtschaft und Forsten sowie Umwelt und Energie an. Zudem ist er einer der zwölf Schriftführer, die den Landtagspräsidenten bei der Leitung der Plenarsitzungen unterstützen.

## Kontroversen
Räuscher wird dem rechten Flügel der CDU zugeordnet. So positionierte er sich etwa durch die Forderung, „alle ‚Faulen‘ knallhart aus[zu]sortieren“ oder eine Aufforderung an Hochschulen, auf Gendern zu verzichten. Im Februar 2024 äußerte Räuscher in einer Nachricht auf der Plattform X den Verdacht, Bundeskanzler Olaf Scholz könne ein „Maulwurf“ von Wladimir Putin sein.
Mitte 2024 forderte er, die Grünen vom Verfassungsschutz beobachten zu lassen und die Brandmauer gegenüber der AfD aufzuheben. Daraufhin wurde er aus seiner Fraktion im Rat der Gemeinde Osterwieck ausgeschlossen. In der Folge gab er im August 2024 das Kommunalmandat auf.
Im Oktober 2024 twitterte der ehemalige Grünen-Landesvorsitzende Christian Franke-Langmach, er bekomme Kopfschmerzen beim Lesen von Räuschers Beiträgen. Räuscher antwortete darauf zunächst: „Herrlich. Darf ich Ihnen etwas gegen Ihr Leiden geben?“ Als Reaktion auf den Post eines dritten Users und schrieb er: „Ich bin Konservativer, entsprechend die Behandlungsmethoden zur Auswahl.“ Ergänzend postete Räuscher, der als Jäger Waffenbesitzer ist, ein Bild, auf dem neben Kopfschmerztabletten und einer Euromünze drei Schusswaffenpatronen zu sehen waren. Später wurde der Beitrag gelöscht. Franke-Langmach erklärte zwar, er fühle sich durch den Beitrag nicht persönlich bedroht, warf Räuscher aber mit Verweis auf die Inneneinrichtung vor, das Foto im Landtag aufgenommen zu haben. Dort gilt ein strenges Waffenverbot; Besucher können nur durch Sicherheitsschleusen eintreten, Abgeordnete sind jedoch von den Kontrollen ausgenommen. Auf Nachfrage, ob das Foto tatsächlich im Landtag aufgenommen wurde, erklärte Räuscher, er wisse nicht, woher das Foto stamme, und fragte, ob das „ein Urheberrechtsproblem“ sei. Anschließend warf er einem MDR-Journalisten vor, „Fake News“ zu verbreiten.
Andere Politiker sahen in dem Beitrag eine Bedrohung und stellten Räuschers Eignung als Waffenbesitzer in Frage. Landtagspräsident Gunnar Schellenberger (CDU) sprach von einer „Grenzüberschreitung“, die mit „Würde“ und „Ansehen des Landtages“ nicht vereinbar sei. Nach der Anzeige durch Christian Franke-Langmach nahmen zudem Polizei Ermittlungen gegen Räuscher auf, die Waffenbehörde Harz prüft den Entzug des Waffenscheins. Räuscher legte am Tag danach als Konsequenz sein Amt als jagd- und wolfspolitischer Sprecher nieder. Fraktionschef Guido Heuer nannte den Beitrag nach der Fraktionssitzung „eine nicht zu tolerierende Entgleisung“, erklärte aber zugleich, ein Ausschluss aus der CDU-Landtagsfraktion habe nicht zur Debatte gestanden. Nach Räuschers Rücktritten sei das Thema „für die Fraktion erledigt“. Im November 2024 teilte die zuständige Staatsanwaltschaft Halle mit, ein Verfahren gegen Räuscher eingestellt zu haben, es sei weder der Tatbestand der Bedrohung noch der Volksverhetzung erfüllt.